# Mojęcice (stacja kolejowa)
Mojęcice – zamknięta w 1961 roku i zlikwidowana w 1970 roku stacja kolejowa w Mojęcicach, w gminie Wołów, w powiecie wołowskim, w województwie dolnośląskim, w Polsce. Została otwarta w dniu 1 maja 1916 roku.